# Acorypha
Acorypha är ett släkte av insekter. Acorypha ingår i familjen gräshoppor.

## Bildgalleri

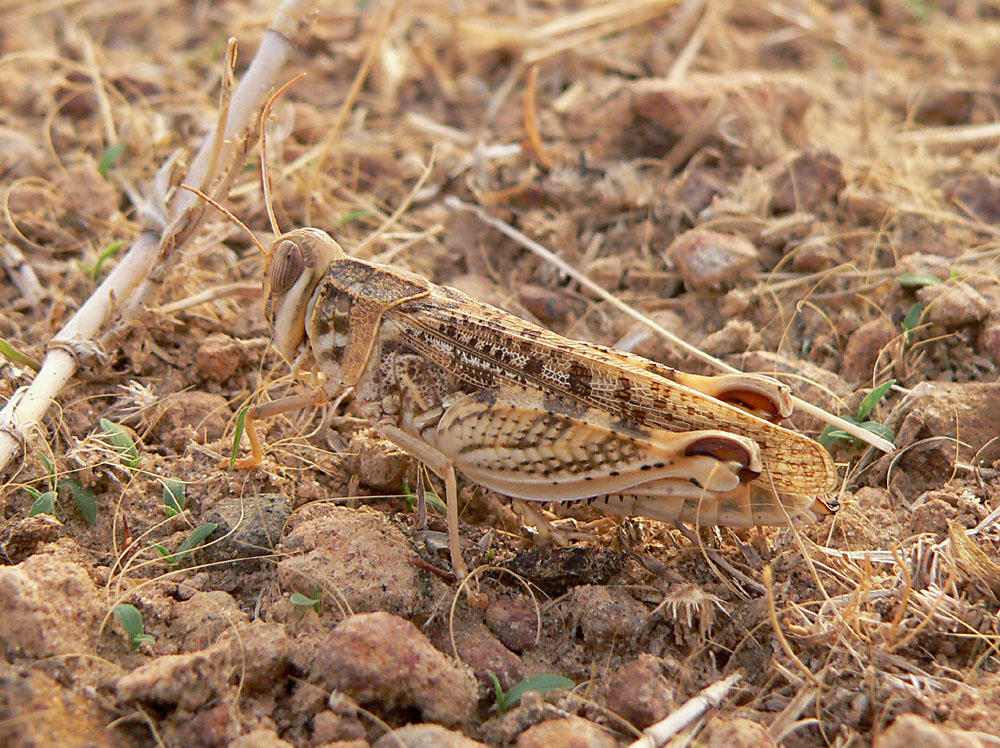
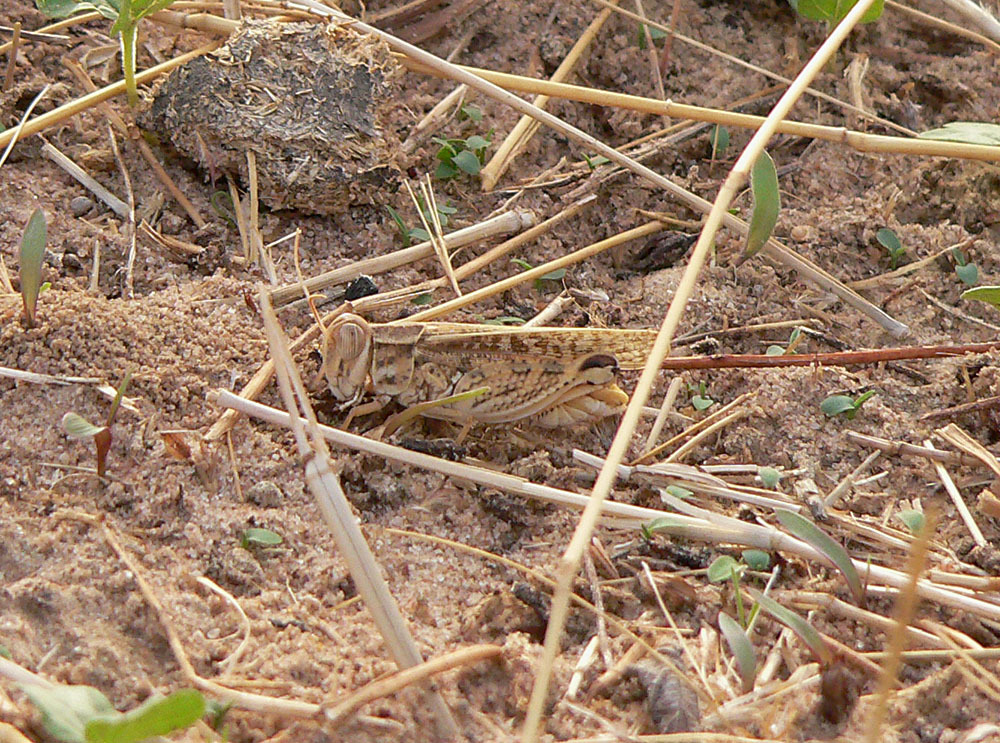
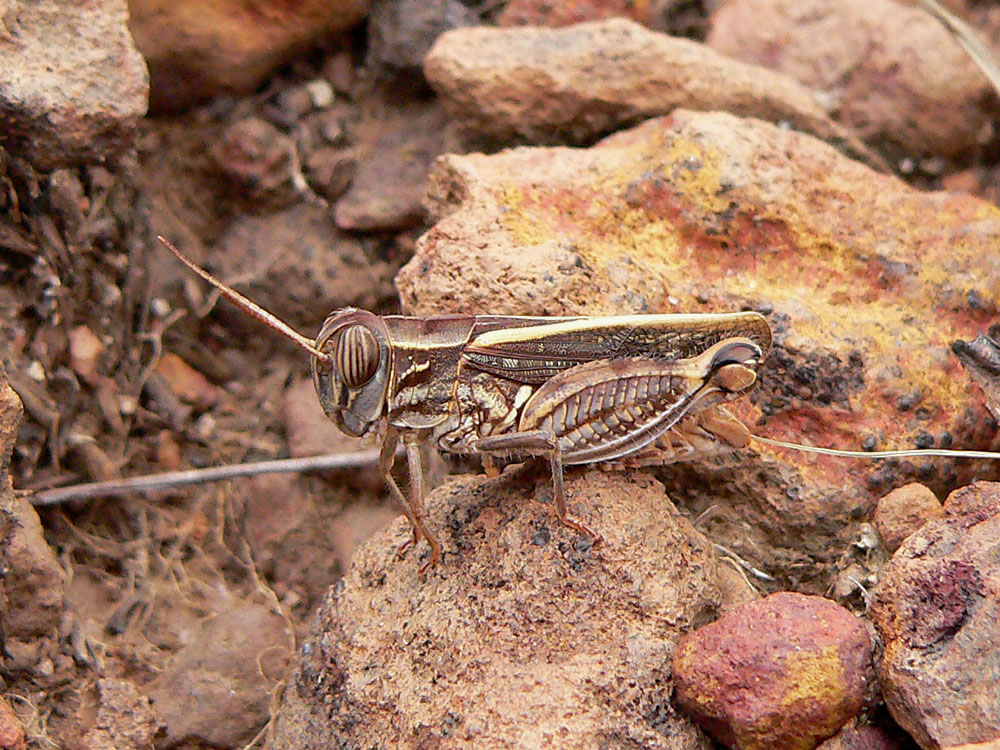
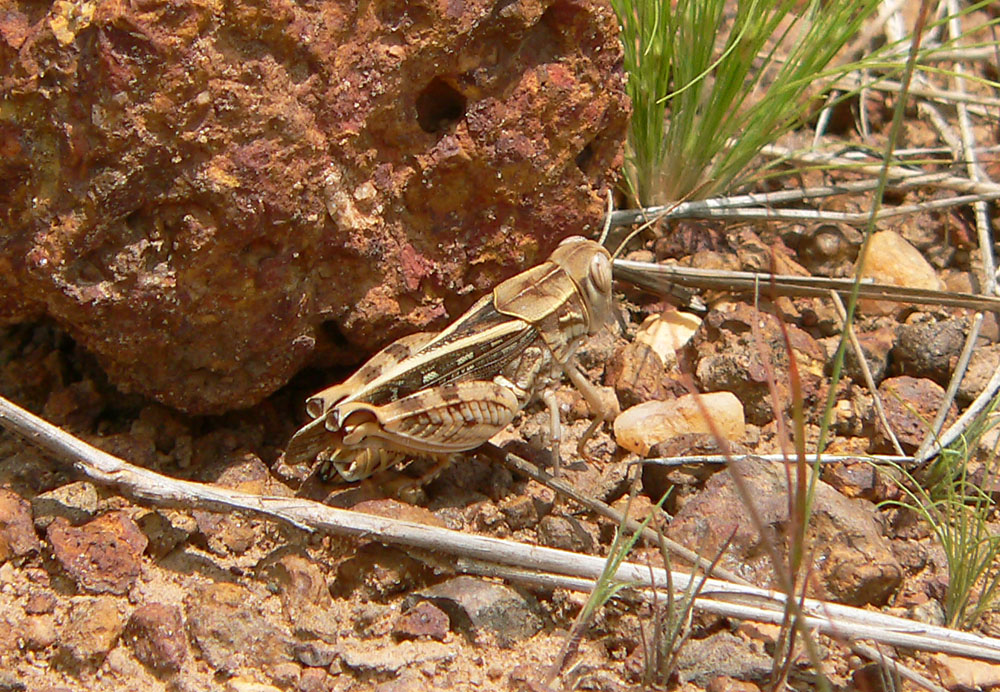
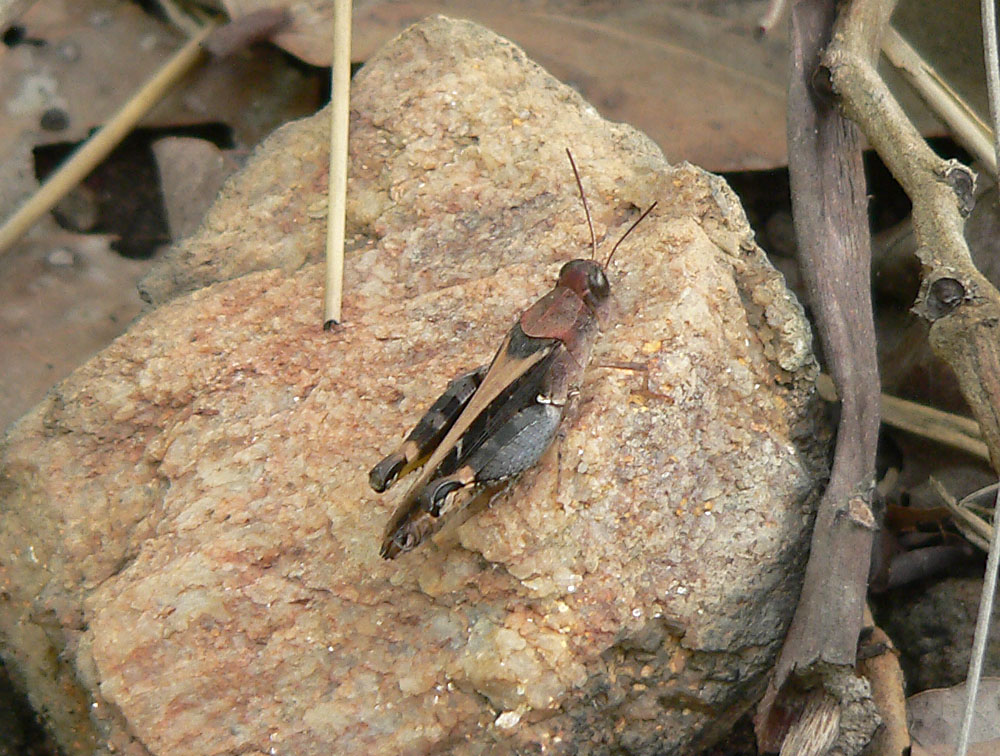

## Dottertaxa tillAcorypha, i alfabetisk ordning[1]
- Acorypha bimaculata
- Acorypha brazzavillei
- Acorypha burri
- Acorypha clara
- Acorypha concisa
- Acorypha corallipes
- Acorypha decisa
- Acorypha dipelecia
- Acorypha divisa
- Acorypha ferrifer
- Acorypha glaucopsis
- Acorypha hemiptera
- Acorypha insignis
- Acorypha johnstoni
- Acorypha karschi
- Acorypha laticosta
- Acorypha macracantha
- Acorypha modesta
- Acorypha mossambica
- Acorypha nigrovariegata
- Acorypha nodula
- Acorypha onerosa
- Acorypha ornatipes
- Acorypha pallidicornis
- Acorypha picta
- Acorypha pipinna
- Acorypha pulla
- Acorypha recta
- Acorypha saddiensis
- Acorypha saussurei
- Acorypha signata
- Acorypha unicarinata
- Acorypha vittata
- Acorypha v-plagiata